# Бомбардировки Хельсинки

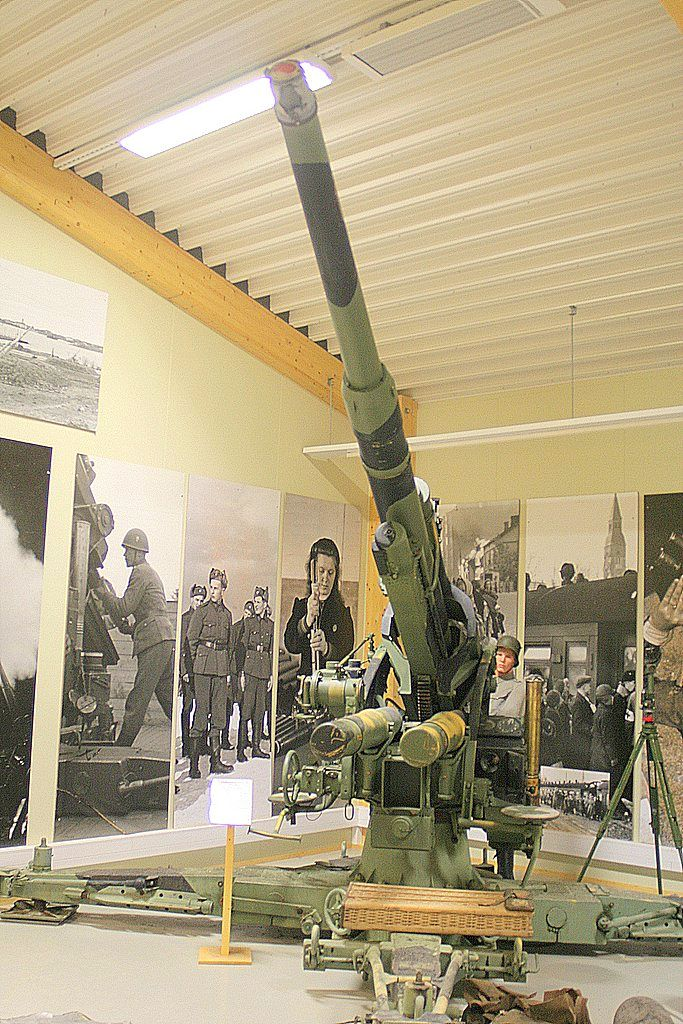
88-мм орудие противовоздушной обороны, Финский музей ПВО

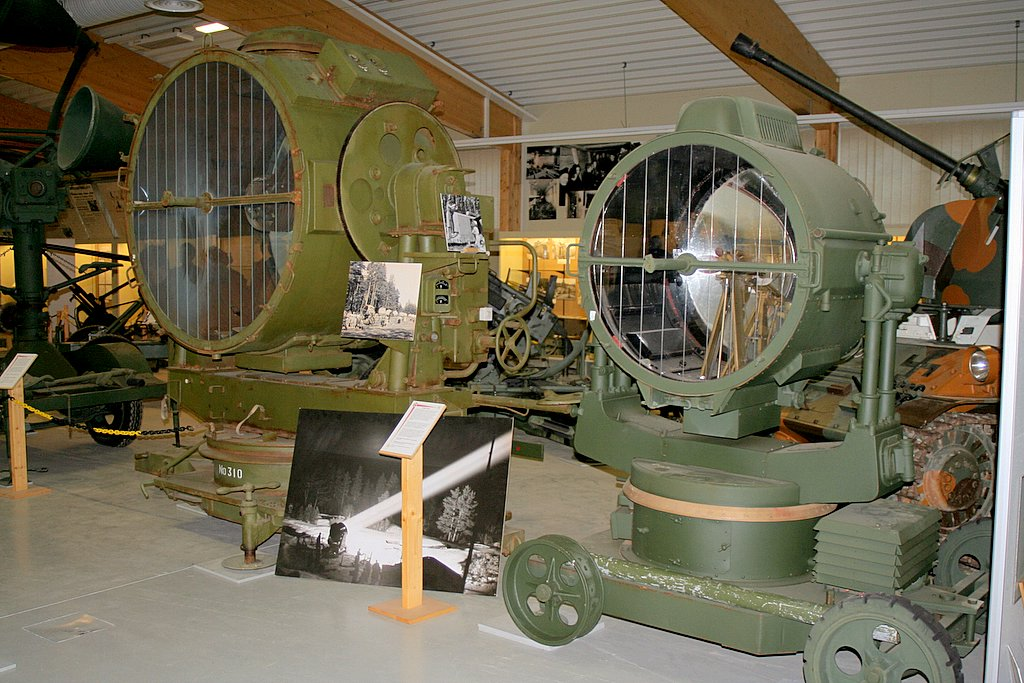
Поисковые прожекторы, Финский музей ПВО

Бомбардировки Хельсинки — бомбардировочные операции советских военно-воздушных сил столицы Финляндии, 39 раз осуществлявшиеся в годы Второй мировой войны.
Бомбардировочные рейды на Хельсинки осуществлялись авиацией дальнего действия либо авиационной группой советского Балтийского флота.

## Авиация дальнего действия
Бомбардировка Финляндии, главным образом, проводилась силами Авиации дальнего действия (АДД), которая представляла собой особый род войск, не входящий напрямую в ВВС. Силы АДД были усилены для этой задачи. Возглавлял АДД маршал Александр Голованов, подчинённый напрямую Сталину. Силы АДД привыкли к жестким сражениям: в 1943 было выполнено 75 000 вылетов и сброшено свыше 78 000 тон бомб. При этом было потеряно половина самолётов.
В основном, воздушный флот АДД состоял из двухмоторных бомбардировщиков Ил-4, Ли-2, B-25 Mitchell и Douglas A-20 Havoc. Самолёты B-25 и A-20 были предоставлены Соединёнными Штатами по условиям ленд-лиза, бомбардировщик Ли-2 производился в СССР по лицензии и представлял собой военную версию американского пассажирского DC-3. В АДД были два полка тяжёлых четырёхмоторных бомбардировщиков Пе-8.
Общее количество машин в начале 1944 года составляло 1003, из которых 777 в боевом состоянии. Экипажей было 865, из них 732 подготовленных к ночным вылетам.

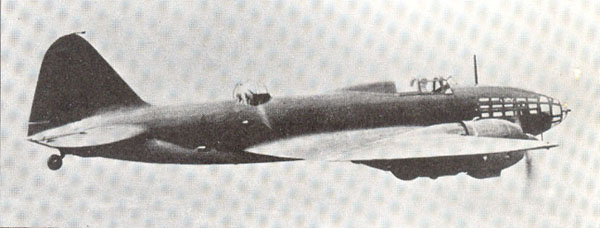
Ил-4
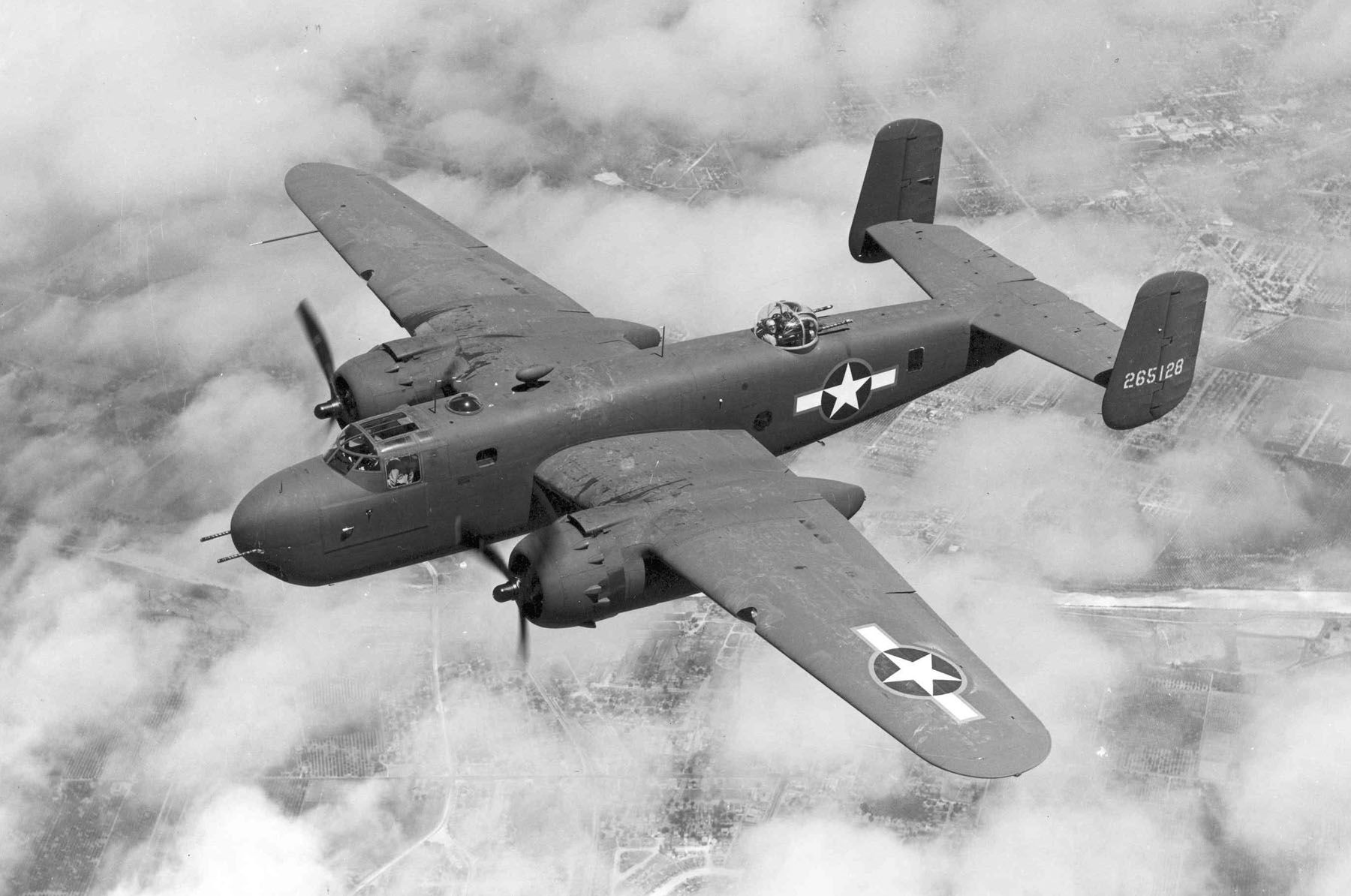
B-25 Mitchell
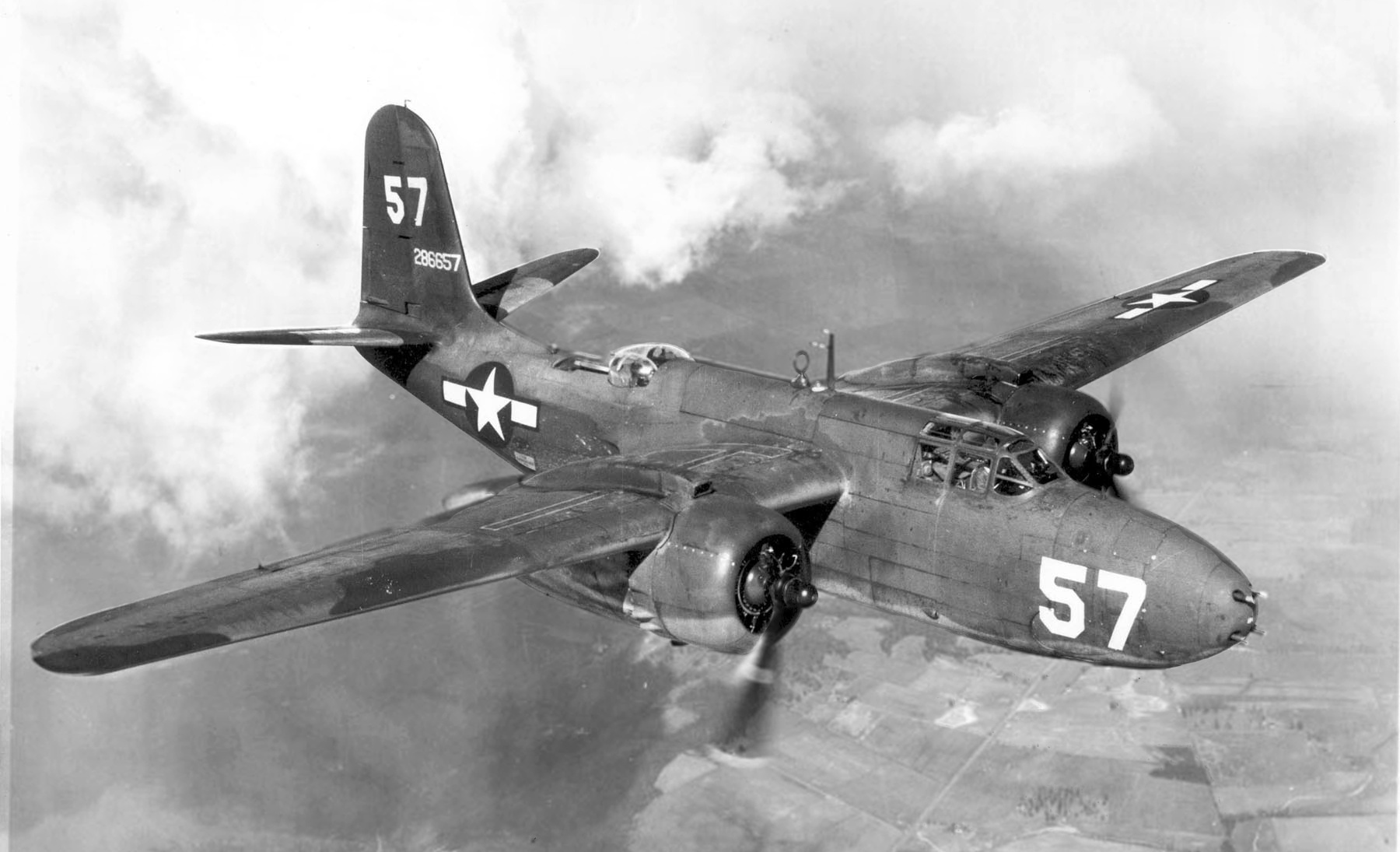
Douglas A-20 Havoc

Налёт был спланирован ещё в январе 1943, первый запланированный вылет должен был состояться 8 января, но плохие погодные условия сдвинули дату на февраль. Бомбардировки планировались прицельные, у каждой группы были свои цели. В числе целей были 11 военных складов, 17 военных предприятий и порты.
В первом налёте было 785 машин, из них 728 бомбардировщиков, в том числе два четырёхмоторных Пе-8, доставивших 5000 бомб. Во втором налёте было 406 машин, из них 383 бомбардировщика. Максимальное количество самолётов было в третьем налёте — 929 машин (896 бомбардировщиков). Общее количество бомб за три ночи составило 16 490 шт., общий вес бомб — 2604 тонн.

## ПВО Хельсинки
По состоянию на осень 1939 года в состав 1-го противовоздушного полка, оборонявшего Хельсинки, входили четыре батареи с тяжёлым вооружением (по 3-4 зенитных орудия в каждой), одна батарея с поисковыми прожекторами и одна пулемётная рота. Состояние ПВО Хельсинки на момент бомбардировок было в отличном состоянии. Всё вооружение и зоны ответственности были обновлены ещё весной 1942.
С ноября 1943 под руководством полковника Пекки Йокипалтио (Pekka Jokipaltio) темпы модернизации ускорились: батареи сгруппированы по-новому, особое внимание уделено связи. Для центрального командования ПВО построили командный центр Torni, откуда была прямая связь с батареями огня. У Германии были куплены два радара раннего оповещения Фрейя и четыре радара наведения орудий Вюрцбург, калькулятор расчёта огня Лямбда. Радио разведка уже очень продвинулась и была способна дать раннее предупреждение вскоре после взлёта бомбардировщиков. Оснащение ПВО было совершенно новым и плотность огня ПВО исключительно высока, с учётом размера города даже лучше чем у Москвы.

### Организация ПВО Хельсинки
За ПВО Хельсинки отвечал полк ПВО № 1 под командованием лейтенант-полковника Пекка Йокипалтио. Зона столицы была поделена соответственно сторонам света на четыре сектора, в каждом из которых была батарея ПВО.
Самое важное положение со стороны вероятного нападения, на юго-востоке, под кодовым именем Rata (Рельсы) в Сантахамина занимала тяжёлая батарея ПВО 1 (Rask.It.Psto 1) под командованием майора Пентти Паатеро (фин. Pentti Paatero). Сектор на северо-востоке (Rask.It.Psto 4) прикрывали батареи Lato (Сарай) в Виикки и Kasa (Куча) в Ройхувуори, командир майор Рейно Оксанен. Они стреляли по целям приближающимся с востока и юго-востока. Командир батареи Käpy (Шишка) в Кяпюля капитан Аксель Марте был в во время налётов в командировке в Германии, командовали майор С. Эхрут и лейтенант М. Рейникайнен. В Тайваскаллио была батарея Taivas (Небо). Юго-западный сектор прикрывала батарея Puisto (Парк) на южном мысе Лауттасаари, командир — майор Каарло Сеппяля. Он же руководил на батарее Paja (Мастерская) в Паякуккула. Центр ПВО Torni (Башня) располагался рядом с центром воздушной разведки в скале Коркеавуори.
По адресу Korkeavuorenkatu 26 S можно увидеть вход в подземелье внутри скалы, бронзовая плита напоминает о военной истории.

### Вооружение ПВО
Основу ПВО Хельсинки составляли 70 тяжелых зенитных орудий и сорок более лёгких, установленных вокруг города в 13 батареях. Девять из пушек были совершенно новые немецкие 88-мм зенитных орудия FlaK 18/36/37/41. Остальные — 76 миллиметровые зенитки Шкода и уже устаревшие, того же калибра пушки Canet, плюс полученные в Зимнюю войну Бофорсы, и купленные у Германии советские зенитки 52-К.
В пушках Bofors и полученных из Германии имелся механизм установки задержки, позволяющий установить высоту подрыва. В пушках Canet и Шкода использовался лишь пиротехнический замедлитель. Пушки FlaK, Bofors и Canet выдержали полную нагрузку, в то время как Шкоды и трофейные пушки были склонны к отказам, особенно в третью ночь, когда нагрузка была самой интенсивной. Огонь приходилось проредить вдвое, то есть вместо четырёх залпов давать два, но к удивлению это действовало одинаково хорошо.

### Радары и ночные истребители

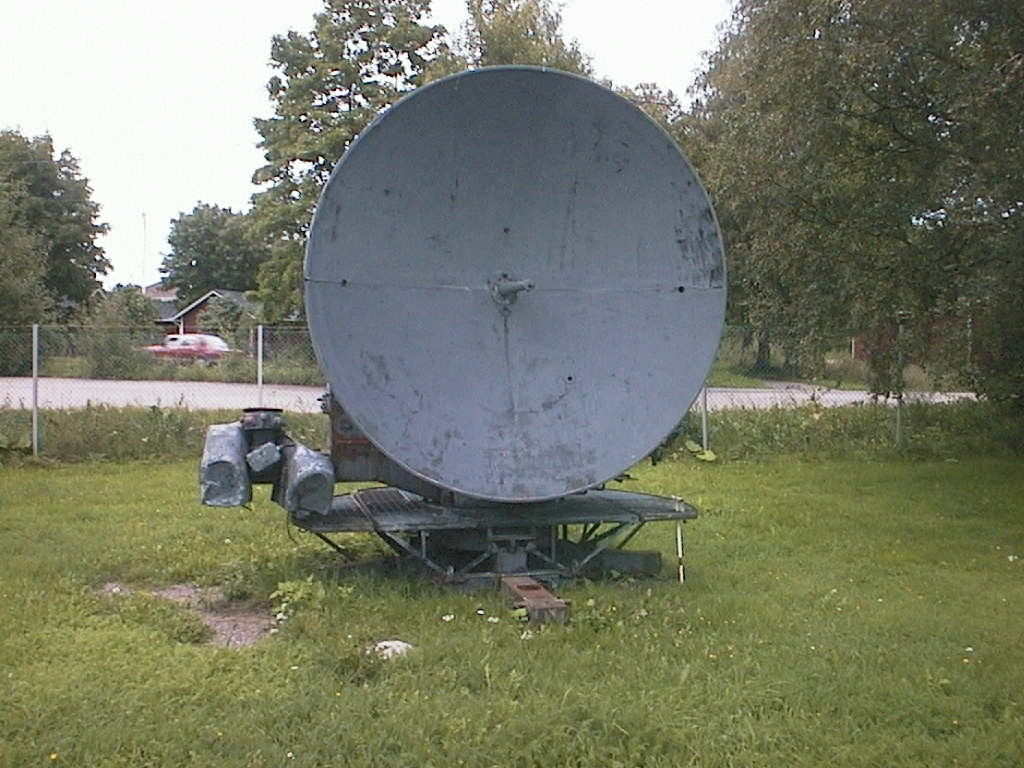
Радар наведения орудий Würzburg D, «Irja», Музей ПВО в Туусула

Со стороны ПВО важнейшими элементами являлись полученные из Германии два радара раннего обнаружения Фрейя (m/39 Raija, Freya) и четыре радара наведения Ирья (Irja, Вюрцбург, Würzburg). Радары обнаруживали расположение самолётов и модернизированный заградительный огонь вынуждал их группами сойти с курса. Радиоразведка обнаруживала движение самолётов начиная от взлёта, следила за их перемещением, пока не передавала цели радарам наведения Würzburg.
С радарами был неразрывно связан калькулятор Лямбда, который пересчитывал данные для артиллерии. Радары управляли и 36 прожекторами. Имелись и устаревшие 13 акустических локаторов.
В первую ночь налёта оборона ПВО была полностью на плечах зенитчиков, ночных истребителей тогда не было. После первой бомбёжки 6 февраля немецкий офицер связи Курт Рейндолф попросил по телефону у маршала Гёринга ночные истребители. Из Германии отправили 12 Messerschmitt Bf.109 G-6-ночных истребителей в Хельсинки, машины прибыли в Мальми 12 февраля. В самолётах имелось оборудование для ночных полётов, но не было радара. Лётчики были опытные.
Дополнительную помощь дала прибывшая из Таллина оснащенная радаром эскадрилья ночных истребителей Junkers Ju 88. Эскадрилья управлялась с корабля радаром Togo, хотя зона их действия была за пределами ПВО Хельсинки, некоторую поддержку они всё-таки оказали.
Радаров Irja в Финляндии сохранилось два: в музее ПВО Туусула, там же представлен калькулятор Lambda, и музее ПВО Тиккакоски. Там же можно увидеть приёмник/передатчик и экран радара Raija, их антенную часть успели разобрать, остались лишь фотографии.

## Защита населения
В защите населения принимали участие особые ударные группы, так называемые роты смертников (фин. kuolemankomppani), состоящие из примерно ста хорошо обученных мужчин и женщин; их посылали во время бомбардировки в самые опасные места, например, в дома, где была угроза взрыва газа и жизни жильцов. Метод оправдал себя во время бомбардировок Выборга в Зимнюю войну 10 и 18 февраля 1940, когда целые районы города были стёрты с лица земли.

## Бомбёжки
Бомбардировка предыдущей советско-финской войны (Зимняя война), была осуществлена советской авиацией 30 ноября 1939 года.

### Массированная бомбардировка ночью с 6 по 7 февраля 1944
Первая бомбардировка 1944 года была самой разрушительной. Первые бомбы упали в 19.23. Около 350 бомб упали в районе центра и около 2500 бомб легли вокруг Хельсинки. Всего, считая и упавшие в море бомбы, было около 6990 бомб. В налёте участвовало около 730 бомбардировщиков, бомбы сбросили в две волны: 6 февраля 18:51-21:40 и 7 февраля 00:57-04:57.
ПВО оказалась достаточно эффективной, учитывая условия. Было выставлено 122 огневых заграждения, легкие орудия сделали 2745 выстрела, тяжёлые — 7719.

#### Модернизация заградительного огня
На основе опыта Зимней войны был разработан и развит способ ведения заградительного огня, с высокой концентрацией огня перед вражескими самолётами. Для постановки заграждения выпускалось четыре снаряда на каждую пушку батареи.
Ставилась цель не уничтожить вражеские самолёты, а лишь воспрепятствовать их проходу к цели. Летчики не желали как оказаться посреди взрывающихся гранат так и быть ими освещенными, что угрожало уничтожением самолёта. Для усиления психологического эффекта снаряды изменили. В них высверлили верхнюю часть взрывчатки, заменив её смесью магния и алюминия. Это многократно усиливало вспышку от разрыва.
Автором идеи считается ефрейтор Ёрма Сетяля. У него были знакомые лётчики. По их словам, даже разрыв тяжёлого снаряда ПВО из кабины бомбардировщика не выглядит опасным, в то время как вспышка от относительно безопасного осветительного 40 мм снаряда производит пугающее впечатление, что снаряд летит в сторону самолёта. После удачных экспериментов такие модернизированные снаряды и были применены на Шкода и Bofors.
Атакующие бомбардировщики, стремясь обойти плотный заградительный огонь, отклонялись от курса на город и не могли поразить цели. Опыты с заградительным огнём начал в 1941 майор Эйро Туомпо, разработку продолжил Пентти Паатеро и капитан Ааке Песонен. Были проведены необходимые расчёты и тренировки. Зона заградительного огня простиралась на 4-14 км от центра города. Ширина заграждения была 1-1,5 километра, а высота в зависимости от орудий: 6000 — 7400 м. Дополнительным средством устрашения использовали осветительные снаряды, которые вращались по небу. При благоприятных условиях была возможность стрелять с помощью радара непосредственно по самолётам.

### Вторая массированная бомбардировка ночью 16-17 февраля 1944
После первой бомбардировки в Хельсинки прибыла немецкая эскадрилья 1./JG 302 с 12 истребителями Messerschmitt Bf 109 G-6. Базируясь на аэродроме в Мальми, немецкие истребители сбили с помощью финских ПВО за два последних налёта четыре советских бомбардировщика.
Сами орудия ПВО сбили два бомбардировщика и выставили 184 огневых заграждения. Тяжёлые орудия произвели 12 238 выстрела, легкие 5 709. Калькулятор ведения огня в Сантахамина был налажен, и батарея вела более прицельный огонь по наводке своего локатора.
Другим важным изменением по сравнению с первым налётом было то, что большая часть населения добровольно покинула город, оставшиеся были готовы защитить себя. Это заметно по потерям. Дополнительно, на Вуосаари с приближением вражеских самолётов удалось зажечь множество костров. Этим создавали впечатление, что горящий город находится восточнее, чем на самом деле. Иллюзию усиливало то, что прожектора в западной части города не включали, а на Вуосаари разместили ложную батарею «Pommi» (бомба), которая стреляла очень часто. В результате, многие бомбардировщики бомбили пустынный район, сбрасывая бомбы в лес.
Во вторую ночь бомбардировщиков было 383, На Хельсинки, пригороды и море сбросили 4317 бомб. В город попало около ста. Тревога ПВО прозвучала в 20:12. Бомбардировщики снова прошли в две волны: 16 февраля 20:12-23:10 и с 23:45 по 05:49 17 февраля. В первой волне самолёты стремились сосредоточить бомбардировки, приближаясь к городу с разных направлений. Во второй волне самолёты приближались небольшими группами с востока. Как и при первом налёте, радио разведка предупредила о приближении самолётов АДД с большим опережением: за 1 час и 40 минут до начала. ПВО выдала тревогу за 49 минут, на радарах ПВО первые самолёты вырисовались за 34 минуты до бомбардировки. Так что радар дальнего обнаружения на Мальми оказался очень полезен.

### Третья массированная бомбардировка ночью 26-27 февраля 1944
Вечером 26 над Хельсинки был обнаружен разведывательный самолёт, что предвещало бомбардировку. Ясная безоблачная погода в этот раз не была на стороне обороняющихся. Снова от радиоразведки было получено раннее предупреждение.
Через 5 минут цепь наблюдения ПВО в Финском заливе, в основном состоящая из лоцманов, выдала тревогу о приближении бомбардировщиков. В Хельсинки, как и ранее, запустили так называемую «тихую тревогу». Это означало, что уличное освещение выключали, трамваи и поезда останавливали, и даже прекращали радиопередачи, чтобы противнику сложнее было найти цель. Второй задачей «тихой тревоги» было дать время жителям подготовиться. И в этот раз на Вуосаари было достаточно ложных целей и огня ПВО тяжёлых орудий.
Первые советские бомбардировщики появились на экранах радаров в 18:30, за 25 минут до начала бомбёжки. Через минуту с аэродрома в Мальми в воздух поднялись истребители. Ещё через несколько минут была дана тревога батареям ПВО. Воздушная тревога по городу прозвучала в 18:45. В 18:53 батареи ПВО начали заградительный огонь. Когда упали первые бомбы, было 19:07.
Эта последняя воздушная битва за Хельсинки отличалась от двух предыдущих. Она была беспрерывной и длилась 11 часов. Можно выделить три фазы: вечерний налёт, ночной налёт и утренний. Вечерний длился 4 часа, когда АДД стремилась сконцентрировать удары. Части самолётов удалось сбросить бомбы на город. Ночной налёт штурмовиков попытался нейтрализовать батареи ПВО, но эту фазу нападения удалось отразить полностью. Под утро противник попытался крупными группами бомбардировщиков прорваться в город, но огнём ПВО и атаками ночных истребителей почти все самолёты удалось принудить повернуть назад. Отбой воздушной тревоги был дан в 6:30.
Потери были в общих чертах такие же, как при втором налёте, хотя третий налёт был наиболее массивным. Погибло 21 человек, ранено 35. Уничтожено 59 зданий и 135 пострадало. Тяжёлые орудия ПВО произвели 14 240 выстрелов, лёгкие — 4432, расход боеприпасов за одну ночь составил примерно 25 железнодорожных вагонов.

## Результаты массированных бомбардировок
В конце марта, после ночных воздушных атак Хельсинки, финский политический деятель Ю. К. Паасикиви отправился в Москву для выяснения вопроса о возможности подписания мирного договора. Этот визит готовился под большим секретом при участии посла СССР в Швеции Александры Коллонтай. Паасикиви перелетел из Швеции в Москву на DC-3 шведской авиакомпании ABA. Самолет пересек линию фронта в районе Карельского перешейка. Этот рискованный визит не привел к заключению мира.
Задним числом произведённые оценки показывают, что с точностью до десятка машин, общее число бомбардировщиков в налётах на Хельсинки было того же порядка, что в известной бомбардировке Дрездена год спустя, но финская ПВО оказалась намного эффективней, чем немецкая. Следует учесть размеры городов и то, что советские самолёты (Ил-4, А-20, B-25) значительно меньше и менее грузоподъёмные, чем машины союзников (B-17, B-24, Lancaster), а тактическая подготовка у советских лётчиков оказалась несравнимо слабее. У советской авиации не было, в отличие от англо-американской, никакого противорадарного средства.
Если распределить все сброшенные бомбы по Хельсинки равномерно, то получалось, что бомбы легли бы сеткой через каждые 15 метров, это означало полное уничтожение города от взрывов и пожаров. В этом единодушны все, но вот в причинах, почему так не произошло, разница огромная.
Благодаря мощной системе ПВО потери Хельсинки оказались относительно малыми. Причиной было то, что лишь сто бомбардировщиков прорвалось сквозь заградительный огонь к целям, 95 % бомбардировщиков отвернуло от заслонов и сбросило бомбы где попало. Из прорвавшейся в город сотни машин 20 было сбито. Операторы ПВО непосредственно видели на экранах радара, как действуют заградительный огонь: самолёты противника разворачивались назад, сбрасывают бомбы куда попало. Экипажи предпочитали сбросить боезапас и писать в отчёте — «цель поражена», чем рисковать сообщить неприятную для начальства правду об эффективности вражеской ПВО. Захваченные в плен экипажи сбитых самолётов подтверждают это предположение. Это объясняет огромные расхождения в оценках последствий в финских и советских источниках. Советские цифры основаны на отчётах лётчиков, финские — это непосредственно посчитанные воронки в земле и данные радаров.
Одним из косвенных подтверждений того, что налеты на столицу Финляндии были признаны неудачными даже в СССР, явилась жесткая цензура мемуаров советских летчиков. Об атаках Хельсинки упоминается только вкратце, в то время, как менее значительные операции описаны детально. Публикация мемуаров маршала Голованова в журнале «Октябрь» была прервана в 1972 г. и уже не возобновлялась.
По фактическим данным, бомбардировки Хельсинки в феврале 1944 г. завершились для советской стороны неудачно. Основными же причинами этого было противодействие ПВО, недостаток опыта (фактически, налеты представляли собой первые стратегические операции АДД), несовершенство оборудования и особенно подчёркивается в финских источниках, низкая дисциплина экипажей. В то время уже началась передислокация подразделений АДД к югу, так как у Красной Армии возникла необходимость в проведении операций в Белоруссии и Украине. Благодаря припискам о результатах налётов, задачу посчитали выполненной. Хельсинки были спасены чудесным образом от повторных налётов.
Всего за три налёта погибло 146 человек и было ранено 356. Среди погибших шестеро военных. Полностью уничтоженных домов 109. Повреждения осколками крыш получили около 300 зданий и 111 домов загорелось.

## Сохранившиеся следы бомбардировок
Город Хельсинки сохраняет как память о войне многочисленные повреждения осколками на памятниках: Й. В. Снелльману перед Финляндским банком и Трём кузнецам.
Одной из значительных потерь считается попадание бомбы в Хельсинкский университет, которая уничтожила большую часть коллекции музея медицины и сильно повредила один из лучших мраморных барельефов Вяйнё Аалтонена, Свобода венчает молодость («Vapaus seppelöi nuoruuden», 1940).
Поврежденное произведение перенесли в 1945 в соседний с главным залом университета Хельсинки, а воссозданная копия заняла первоначальное место в главном зале в 1959.
Погибла картина Ээро Ярнефельта, изображавшая деятельность тайного общества «Аврора», существовавшего в конце XVIII века.

## Оценки и воспоминания участников
Уверенность в разрушении Хельсинки говорит о низком уровне советской разведки в Финляндии — в Хельсинки у неё не было источников, которые могли дать правдоподобную картину, и все данные основывались на преувеличенных результатах бомбардировок и откровенно ложных данных АДД. Исследователь Раевуори приводит единственный пример захваченного советского шпиона, который был пойман в Хельсинки, и был принужден отправить после первой бомбардировки радиограмму, согласно которой весь центр Хельсинки лежит в руинах. На следующий день газета Известия написала с восторгом: «Пусть руины Хельсинки станут могилой фашистским правителям». Военная цензура позаботилась, чтобы газеты Хельсинки показывали город в полном хаосе. Подозрение в пропаганде окончательно рассеивали статьи в Dagens Nyheter, напечатавших после третьей бомбардировки жуткие фотографии. Всё это и отчасти отсутствие должной дисциплины в АДД спасло Хельсинки от продолжения бомбардировок, — после трёх ночей налётов в городе не должно было остаться камня на камне, и смысла в их продолжении больше не видели.
Массированные бомбардировки с целью деморализации населения становились к концу войны всё более обычным явлением. Советская сторона всегда упирала на то, что целью бомбардировок, как в Зимнюю войну, так и после, были только военные объекты, что было технически невозможно реализовать ни СССР в 1944, ни союзникам год спустя. Это пропагандистское заявление не упоминает, что большинство бомб, всё же упавших на жилые кварталы, — зажигательные, и не упоминает, куда делись остальные 95 % бомб, если военные объекты остались целы. Журнал Ilta Sanomat. Historia опубликовал в 2014 карты, где отмечена каждая упавшая в Хельсинки бомба, её тип и нанесённый ущерб.
Впервые бывшие бойцы ПВО и их противник встретились лицом к лицу на встрече в 2004 в Хельсинки. 24-летний майор Василий Решетников был с самого основания в составе АДД и до 1944 имел большой опыт в качестве командира Ил-4. Он участвовал во всех трёх налётах, а во вторую ночь сделал два вылета. В 2004 ему показали фото Хельсинки с воздуха, сделанное осенью 1944, где не было разрушенных кварталов. Решетников не прокомментировал это фото, хотя узнал некоторые места. «Куда-то сюда мы прилетели со стороны севера и наверняка нанесли урон», — и показал район верфи Хиеталахти. Приведённый на встрече факт, что только 5 % бомб попали в цель, Решетников поправил, повторив советское утверждение. «10 % бомб попала в цели в Хельсинки, остальные поразили военные цели вне города». Утверждения Решетникова были в прямом противоречии и с данными финских радаров, по их данным самолёты один за другим поворачивали назад: «Мы летели прямо по маршруту к цели и сбрасывали бомбы. Достижение цели не было проблемой». Наконец, Решетников подытожил: «ПВО Хельсинки была удивительно слабой».
По окончании войны в Хельсинки прибыла контрольная комиссия под руководством А. Жданова, которая была сильно удивлена, увидев, насколько ничтожны следы массированных бомбардировок. В СССР до этого были убеждены, что город лежит в руинах и именно бомбардировки принудили Финляндию к миру. Это представление о «бомбардировках ради мира» до сих пор встречается. Историк Антеро Раевуори приводит пример, когда майор Тауно Ханнус, командовавший ПВО Хельсинки, был приглашен в контрольную комиссию в ноябре 1944. От него хотели узнать подробности февральских бомбардировок. Целью было сравнить данные ПВО Хельсинки с тем, что рассказывали летчики АДД при возвращении. О подобных расспросах свидетельствует и капитан Вейко Ранталайнен.